# Adria Mobil/2008
Deze pagina geeft een overzicht van de Adria Mobil wielerploeg in 2008.

## Transfers
| Inkomend   | Team 2007                          | Uitgaand     | Team 2008 |
| ---------- | ---------------------------------- | ------------ | --------- |
| Grega Bole | Sava                               | Blaž Furdi   | Sava      |
| Rok Grlic  | Onbekend                           | Simon Špilak | Lampre    |
| Uroš Murn  | Discovery Channel Pro Cycling Team | Tine Zagar   | Onbekend  |

## Renners
| Naam               | Geboortedatum    | Nationaliteit | Ploeg 2007                         |
| ------------------ | ---------------- | ------------- | ---------------------------------- |
| Grega Bole         | 13 augustus 1985 | Slovenië      | Sava                               |
| Benjamin Cujnik    | 24 april 1988    | Slovenië      |                                    |
| Rok Grlic          | 13 februari 1989 | Slovenië      | Onbekend                           |
| Blaž Jarc          | 17 juli 1988     | Slovenië      |                                    |
| Robert Kišerlovski | 9 augustus 1986  | Kroatië       |                                    |
| Marko Kump         | 9 september 1988 | Slovenië      |                                    |
| Uroš Murn          | 9 februari 1975  | Slovenië      | Discovery Channel Pro Cycling Team |
| Tomaž Nose         | 21 april 1982    | Slovenië      |                                    |
| Joze Senekovic     | 12 maart 1986    | Slovenië      |                                    |
| Miha Svab          | 20 april 1984    | Slovenië      |                                    |
| Jure Zagar         | 23 februari 1987 | Slovenië      |                                    |
| Jure Zrimšek       | 20 januari 1982  | Slovenië      |                                    |

## Kalender (profwedstrijden)
| Wedstrijd                           | Datum               | Categorie |
| ----------------------------------- | ------------------- | --------- |
| Grote Prijs van de Etruskische Kust | 9 februari 2008     | 1.1       |
| Ronde van de provincie Grosseto     | 15-17 februari 2008 | 2.1       |
| Internationale Wielerweek           | 25-29 maart 2008    | 2.1       |
| Wielerweek van Lombardije           | 1-6 april 2008      | 2.1       |
| Giro d'Oro                          | 20 april 2008       | 1.1       |
| Ronde van Trentino                  | 22-25 maart 2008    | 2.1       |
| GP van Kranj                        | 31 mei 2008         | 1.1       |
| Ronde van Slovenië                  | 11-14 juni 2008     | 2.1       |
| GP Industria & Commercio di Prato   | 1 augustus 2008     | 1.1       |
| GP Nobili Rubinetterie              | 2 augustus 2008     | 1.1       |
| Ronde van de Apennijnen             | 3 augustus 2008     | 1.1       |
| Rothaus Regio-Tour                  | 20-24 augustus 2008 | 2.1       |

## Overwinningen
| Wedstrijd    | Datum       | Categorie | Winnaar    |
| ------------ | ----------- | --------- | ---------- |
| GP van Kranj | 31 mei 2008 | 1.1       | Grega Bole |

2005 · 2006 · 2007 · 2008 · 2009 · 2010 · 2011 · 2012 · 2013 · 2014 · 2015 · 2016